# Brian Ssunna
Brian Ssunna (* 3. Januar 1988) ist ein ugandischer Badmintonspieler. 

## Karriere
Brian Ssunna startete 2007 bei der Universiade. Drei Jahre später war er bei den Commonwealth Games am Start, schied dort jedoch in der Vorrunde aus. Bei den Kenya International gewann er 2008 und 2013 Bronze.